# بی‌سی‌ئی
بی‌سی‌ئی (انگلیسی: BCE Inc.) شرکت مخابرات کانادایی است، که در سال ۱۹۸۳ تأسیس شد.